# اوکی‌بی-۱ ئی‌اف ۱۳۱
اوکی‌بی-۱ ئی‌اف ۱۳۱ (به انگلیسی: OKB-1 EF 131) یک هواگرد ساختِ کارخانهٔ شرکت موشکی اس‌پی کارالیوف و صنایع فضایی انرگیا در کشور اتحاد جماهیر سوسیالیستی شوروی است.